# Steyr ADGZ
El Steyr ADGZ fue un automóvil blindado desarrollado inicialmente en 1934 y construido entre 1935 y 1937 por la firma Steyr-Daimler-Puch para uso del Bundesheer (ejército austriaco). Su designación oficial era M35 Mittlere Panzerwagen.

## Historia y descripción

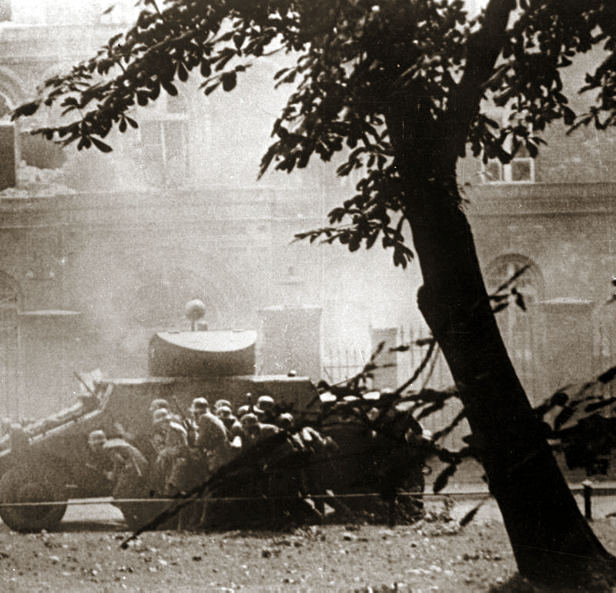
Un ADGZ cubre a tropas del Waffen-SS durante la Batalla de Westerplatte, 1 de setiembre de 1939.

En 1934, el ejército austriaco (Bundesheer) necesitaba un nuevo automóvil blindado pesado para tareas de control de fronteras y policiales. La firma Steyr ya había desarrollado un vehículo diseñado para operaciones urbanas, con blindaje inclinado y cuerpo simétrico que ayudaba al vehículo a maniobrar rápidamente y retirarse sin tener que dar la vuelta. El prototipo fue evaluado con éxito y aceptado para el servicio en 1935 con 27 vehículos entregados al ejército y la policía hasta 1937. Todos pasaron al servicio de los alemanes después del Anschluss. En "ADGZ", AD significa "Austro-Daimler", la designación oficial era "M35 Mittlere Panzerwagen".
El ADGZ era un gran vehículo blindado de doce ruedas, los dos ejes externos con suspensiones independientes de ballesta y el eje central doble, con ruedas dobles (ocho en total), acoplados a una suspensión común. Estaba destinado a ser usado fuera de la carretera, pero también para uso urbano. El casco blindado inclinado, con un espesor uniforme de 11 mm (excepto la parte superior e inferior) estaba soldado y era casi completamente simétrico, con el motor en la parte trasera y dos conductores que podían operar el vehículo desde cada lado, cambiando casi de inmediato de sentido de marcha gracias a la doble transmisión. Contaba con una torreta circular central con una escotilla doble en la parte superior, que se podía abrir por completo; en ella se instaló un cañón automático KwK 30 L/55 de 20 mm. Cuatro medias puertas puntuaban a los lados, con las partes superior e inferior abriéndose independientemente. Cada uno de los conductores disponía de una pequeña mirilla que se abría de lado con una escotilla blindada y en el otro lado un afuste hemisférico, para una ametralladora MG 34, por lo que cada extremo presentaba un conductor y una ametralladora. También se instalaron cuatro faros, dos en cada extremo del vehículo, montados en los guardabarros integrados en el casco.
Para 1937 se habían entregado 27 ADGZ; 12 fueron utilizados por el ejército austriaco y 14 formaron parte de las fuerzas policiales. A partir del Anschluss en marzo de 1938, todos estos vehículos que, a la Wehrmacht no interesó, se distribuyeron entre el Waffen-SS y la Ordnungspolizei.  
Durante las operaciones iniciales de la invasión alemana de Polonia, la unidad SS Heimwehr Danzig utilizó tres ADGZ durante la Batalla de Westerplatte, perdiendo uno de ellos en acción. En 1941, el Waffen-SS ordenó 25 vehículos adicionales que usaron algunas unidades en los Balcanes en operaciones policiales y lucha antipartisana (como la División SS "Prinz Eugen"). Existe una fuente no confirmada que indica que se realizaron pruebas con torretas de T-26 con cañón de tanque M1932 (20-K) de 45 mm (torreta T-26 modelo 1933) después de capturar muchos de ellos en 1941. Algunas unidades fueron entregadas a la Guardia Nacional Croata del Estado Independiente de Croacia.

## Vehículos blindados de similares características, uso y época
- Automóvil blindado Tipo 92 Chiyoda
- Laffly S15TOE
- Lanchester 6×4
- Automóvil blindado M1
- Schwerer Panzerspähwagen
- Anexo:Vehículos blindados de combate de la Segunda Guerra Mundial